# Mrówka Z
Mrówka Z (ang. Antz, 1998) – amerykański film animowany. Jest to pierwszy film wyprodukowany przez DreamWorks w animacji komputerowej.
Otrzymał w zdecydowanej większości pozytywne recenzje; serwis Rotten Tomatoes przyznał mu wynik 95%.

## Obsada
| Postać           | Aktor              | Polski dubbing          |
| ---------------- | ------------------ | ----------------------- |
| Z-4195           | Woody Allen        | Waldemar Barwiński      |
| Księżniczka Bala | Sharon Stone       | Julia Kołakowska-Bytner |
| Azteczka         | Jennifer Lopez     | Aleksandra Radwan       |
| Tkaczak          | Sylvester Stallone | Piotr Zelt              |
| Chip             | Dan Aykroyd        | Jacek Kopczyński        |
| Generał Żuwaczka | Gene Hackman       | Miłogost Reczek         |
| Pułkownik Krajak | Christopher Walken | Grzegorz Wons           |
| Barbatus         | Danny Glover       | Przemysław Bluszcz      |
| Królowa          | Anne Bancroft      | Monika Szalaty-Reczek   |

## Ekipa
| Zawód                | Nazwisko                                         |
| -------------------- | ------------------------------------------------ |
| Reżyseria            | Eric Darnell Tim Johnson                         |
| Producent            | Brad Lewis Aron Warner Patty Wooton              |
| Scenariusz           | Todd Alcott Chris Weitz & Paul Weitz             |
| Producent wykonawczy | Penny Finkelmen Cox Sandra Rabins Carl Rosendahl |
| Muzyka               | Harry Gregson-Williams John Powell               |
| Scenografia          | John Bell Kendal Cronkhite                       |
| Montaż               | Stan Webb                                        |
| Animacje             | Rex Grignon Raman Hui                            |
| Efekty specjalne     | Ken Bielenberg                                   |

## Nagrody Annie
| Stan      | Nagroda               | Zwycięzca/Nominowany                                                           |
| --------- | --------------------- | ------------------------------------------------------------------------------ |
| NOMINACJA | Najlepsza Reżyseria   | Eric Darnell (Reżyser) Tim Johnson (Reżyser)                                   |
| NOMINACJA | Najlepszy Scenariusz  | Todd Alcott (Scenarzysta) Chris Weitz (Scenarzysta) & Paul Weitz (Scenarzysta) |
| NOMINACJA | Najlepsza Scenografia | John Bell (Scenograf)                                                          |
| NOMINACJA | Najlepsza Muzyka      | Harry Gregson-Williams (Muzyk) John Powell (Muzyk)                             |